# Favolello (genere)

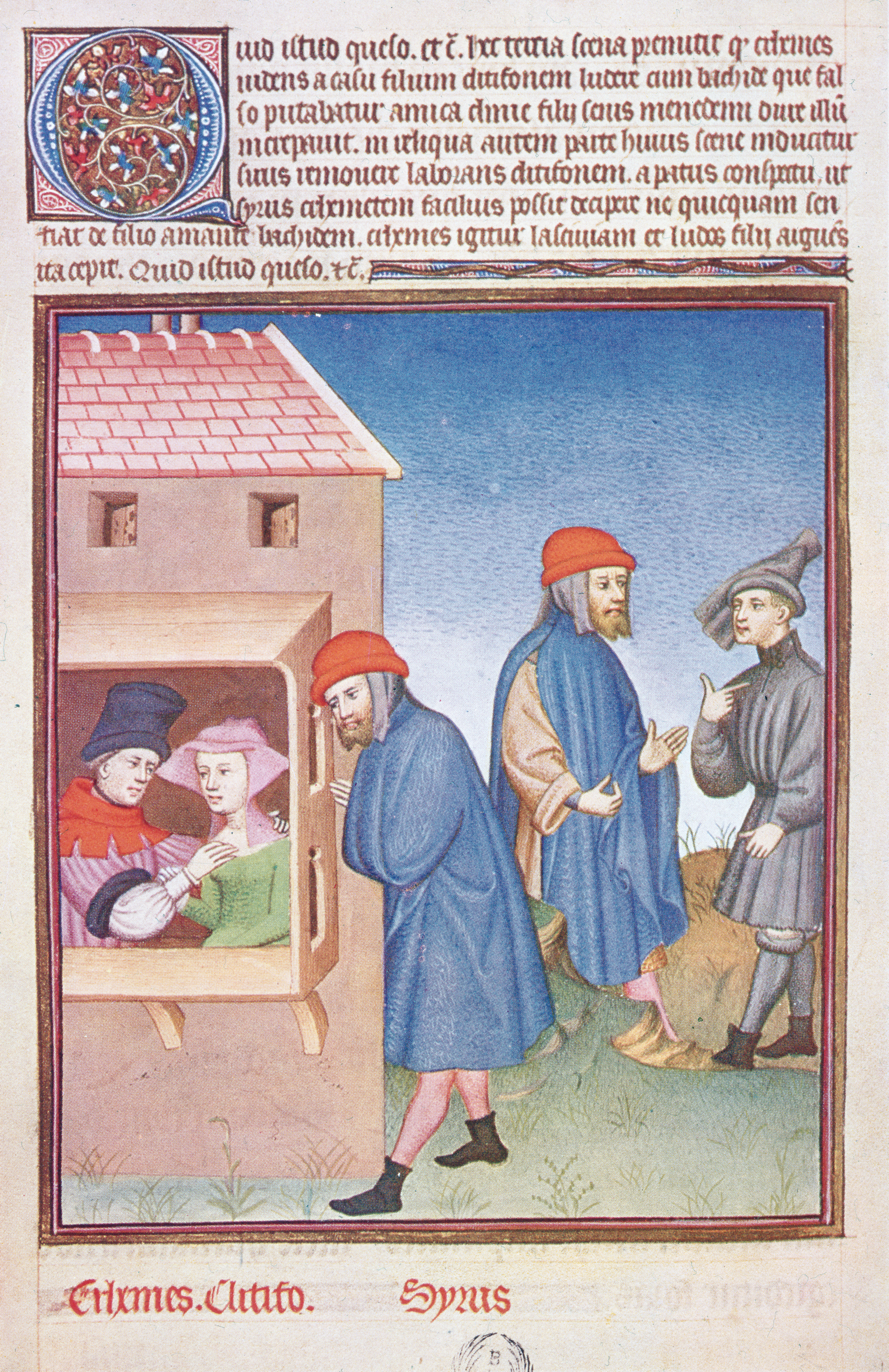

Un favolello (dal francese fabliau, o meno comunemente fableau; a volte italianizzato in fabliò, /fabliˈɔ/) è un breve racconto in versi dalla trama semplice e divertente, sviluppatosi in epoca medievale in Francia.

## Origine del nome
Il nome originale francese di questi poemetti è fableaux, come dovrebbe essere di regola in base alla derivazione dal latino fabula; la forma fabliaux, con la i in luogo della e, era di origine piccarda e venne adottata nel resto della Francia attorno al XVIII secolo. Si è ritenuto a lungo che i favolelli fossero di origine orientale, venuti a conoscenza degli occidentali per tradizione orale o attraverso traduzioni latine di raccolte arabe o ebraiche; la cultura alla base dei circa 150 favolelli, scritti quasi tutti fra il XIII e il XIV secolo, è tuttavia tipicamente quella francese medievale. I favolelli furono raccolti nella seconda metà del XIX secolo in sei volumi da Anatole de Montaiglon e Gaston Raynaud.

## Le caratteristiche del genere
Joseph Bédier, fra i primi studiosi del genere, ha coniato la fortunata definizione di contes à rire en vers ("racconti da ridere in versi"): sembra infatti che l'unico intento perseguito da questi testi sia di divertire i lettori; questo li distingue da altri generi di letteratura francese breve come i dits, che sono dei racconti che si occupano di soggetti del tutto differenti, o il romanzo, che è sempre scritto in versi ma ha una trama e una struttura più complesse, o ancora le canzoni o i lais, storie d'amore di ispirazione bretone, scritte con uno stile molto ricercato e con numerosi ricorsi al mondo magico e fantastico. I temi più frequenti sono la sessualità (soprattutto gli adulteri), gli inganni, le disavventure; i protagonisti sono per lo più borghesi o villani, con qualche eccezione aristocratica, come in Le Chevalier qui fit les cons parler.
La struttura è sempre formata da ottosillabi rimati a coppie o assonanzati; lo stile nella maggior parte dei casi è trascurato (sono esclusi i favolelli d'autore che, invece, presentano una cura stilistica e formale estrema); inoltre questi racconti sono caratterizzati dalla brevitas, cioè dalla concisione sia qualitativa che quantitativa (trattano una sola azione, non citano né cosa è avvenuto prima né cosa avverrà in futuro, ci sono pochi personaggi e tutte le premesse aperte nell'introduzione sono risolte).
Altro elemento caratterizzante del genere è il marcato naturalismo che si nota nella scelta dei temi che trattano per la maggior parte di fatti della vita quotidiana senza volerli idealizzare o infiocchettarli; impossibile dunque trovare lunghe e complicate descrizioni, mentre saranno numerosi i ricorsi alla satira e ai trivialismi.
Essendo i favolelli racconti comici, gli autori ricorrono alle innumerevoli categorie del riso per rendere i loro racconti piacevoli al pubblico: avremo storie che altro non sono che la parodia dell'amore cortese o dei valori dell'epoca, o ancora, testi che spingono ai massimi livelli la volgarità legata soprattutto alla sfera sessuale e fisiologica. Numerosi sono anche i testi che, per far ridere, ricorrono alla satira del villano (ad esempio: Le pet au vilain di Rutebeuf).
In realtà, gli stessi favolelli variano molto l'uno dall'altro, per diversi aspetti.
- la lunghezza: in media si attestano sui 300 versi, e secondo Bédier non dovrebbero superare i 1200; tuttavia, Trubert, di Douin de Lavesne, si autodefinisce favolello e supera i 3000 versi.
- i temi trattati: dalla comicità più grossolana di Le pet au vilain, all'esemplarità di Des sohaiz que Sainz Martins dona Anvieus et Coveitos.
- lo stile e il tipo di vocaboli adoperati.

La definizione di Bédier risulta così vaga, perché potrebbe comprendere anche dits e lai, e restrittiva, perché esclude tutti i favolelli che non provocano riso. Secondo Rychner, studioso di favolelli in tempi più recenti, l'unica definizione accettabile sarebbe di "bonnes histories à servir après le repas", ossia storie adatte a essere recitate dopo i pasti.
Vista la mancanza di una definizione certa, anche il conteggio dei favolelli esistenti è controverso: Bédier ha contato 140 testi prodotti fra il 1159 e il 1340; Per Nykrog ne ha scovati 160; per il recente "Nouveau Recueil Complet des Fabliaux" di Willelm Noomen e Nico van den Boogaard, i fabliaux sarebbero invece 127.
I favolelli e gli altri generi della narrative breve medievale si evolvono nella novella, di cui troviamo una delle migliori espressioni nel Decameron di Boccaccio; il favolello del vilain mire ha influenzato l'opera di Molière Il medico per forza.

## Gli autori
I favolelli sono testi per la maggior parte anonimi, ma si suppone che siano stati composti soprattutto da clerici vagantes (chierici girovaghi, detti vagantes) e giullari. Va ricordato che il più delle volte venivano recitati anche da chi non era autore dei testi, com'era usanza nel Medioevo. Gli autori conosciuti sono Rutebeuf, Jean Bodel, Milles d'Amiens, Jean de Condé, Watriquet de Couvin, Douin de Lavesne, Huon le Roi, Henri d'Andeli e Gautier le Leu, alcuni di loro perché già scrittori di altri opere.

## Il pubblico
Si è molto discusso sulla composizione del pubblico dei favolelli. Secondo Joseph Bédier, considerati i temi trattati, si tratterebbe di un tipo di letteratura destinato ai borghesi; secondo Nykrog invece, i favolelli sarebbero nati come parodia delle canzoni di gesta, rivolgendosi quindi allo stesso pubblico cortese, appartenente all'alta società. Rychner ha però ipotizzato, vista l'esistenza di diverse versioni di molti dei favolelli, che i giullari possano aver mutato stile e parti delle trame adattandoli di volta in volta al tipo di pubblico da intrattenere.

## Esempi di favolelli
- Richeut
- Il folle sogno, Jean Bodel
- Le Curé qui mange des mûres
- La Vieille qui oint la paume du chevalier
- Estula
- Les Perdrix
- Le Vilain Mire
- Le Tombeur Notre-Dame
- La Housse partie
- Les Trois Aveugles de Compiègne
- Le Chevalier qui fit les cons parler
- Merlin Merlot
- L'Ange et l'Ermite
- Le Chevalier au barizel
- Le Rêve des vits
- La Demoiselle qui ne pouvait pas entendre parler de foutre
- Brunain la vache au prêtre, Jean Bodel
- De Gombert et les deus clers, Jean Bodel
- La Housse Partie
- Les Trois Bossus
- Le prêtre qui eu une mère malgré lui
- Le Prudhomme qui sauva son compère
- Le testement de l'âne, Rutebeuf
- Le pet au vilain, Rutebeuf
- La borjoise d'Orléans
- Brifaut
- Frère Denise